# Thopia (famiglia)
La famiglia Thopia fu una delle più potenti famiglie feudali albanesi del tardo medioevo. Inizialmente era unita alla nobiltà del Regno angioino d'Albania.

## Storia antica
La prima attestazione dei Thopia si trova in un documento angioino del 1274 che proclamava un accordo raggiunto tra alcuni nobili albanesi e Carlo I d'Angiò. Nel documento è registrato un certo mīles Theopia tra i nobili albanesi in patto con gli Angioini. I Thopia sono menzionati successivamente nel 1329 quando Tanusio Thopia è menzionato come uno dei conti d'Albania. Nel 1338 Tanusio è citato come conte di Matia. Secondo Anamali e Prifti, Tanusio aveva un fratello, Dominik, che era un alto chierico e prestò servizio come consigliere di Roberto d'Angiò.
Secondo Karl Hopf, il figlio o fratello di Tanusio, Andrea, come racconta Giovanni Musachi (1510), si era innamorato della figlia di Roberto di Napoli. Re Roberto, racconta Musachi, scelse la sua figlia naturale per sposare il balivo del Principato di Morea e la mandò a Durazzo, dove soggiornava anche Thopia, il quale la rapì, la sposò, ed ebbe due figli, Carlo e Giorgio. Re Roberto, infuriato, con il pretesto della riconciliazione invitò la coppia a Napoli dove li fece giustiziare.
La famiglia si convertì dall'ortodossia orientale al cattolicesimo.
Nel 1340 i Thopia controllavano gran parte del territorio tra i fiumi Mati e Shkumbini. Insieme alla famiglia Muzaka, accettarono di riconoscere la sovranità angioina dopo essersi ribellati ai serbi. Tuttavia, ad eccezione di Andrea Muzaka che sconfisse i serbi in una battaglia sui monti Peristeri, non fu intrapresa alcuna azione per realizzare il trattato con gli Angioini.

## Carlo Thopia

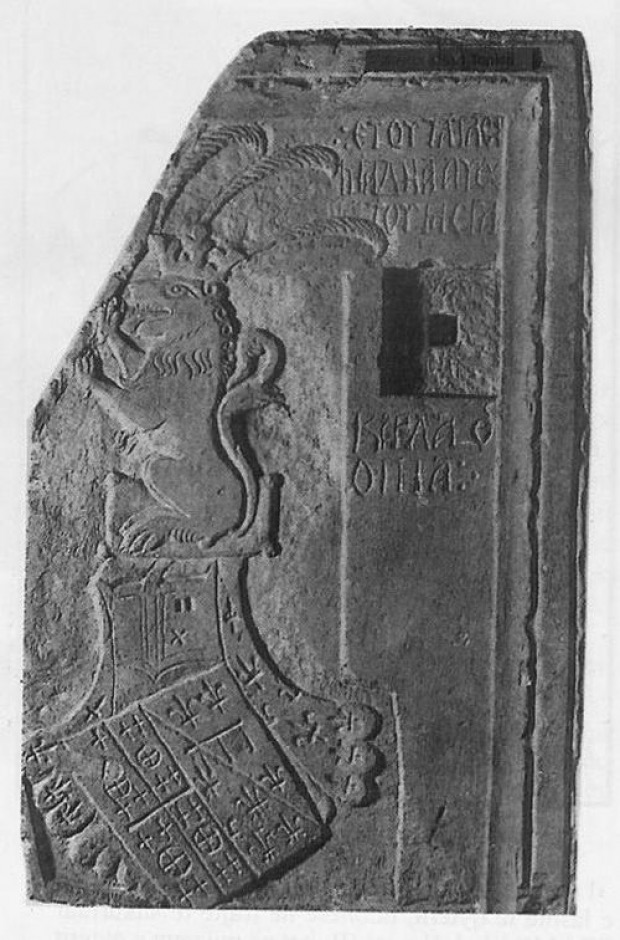
La tavoletta di pietra contenente lo stemma di Carlo Thopia trovata nella chiesa di Saint Gjon Vladimir (1381).

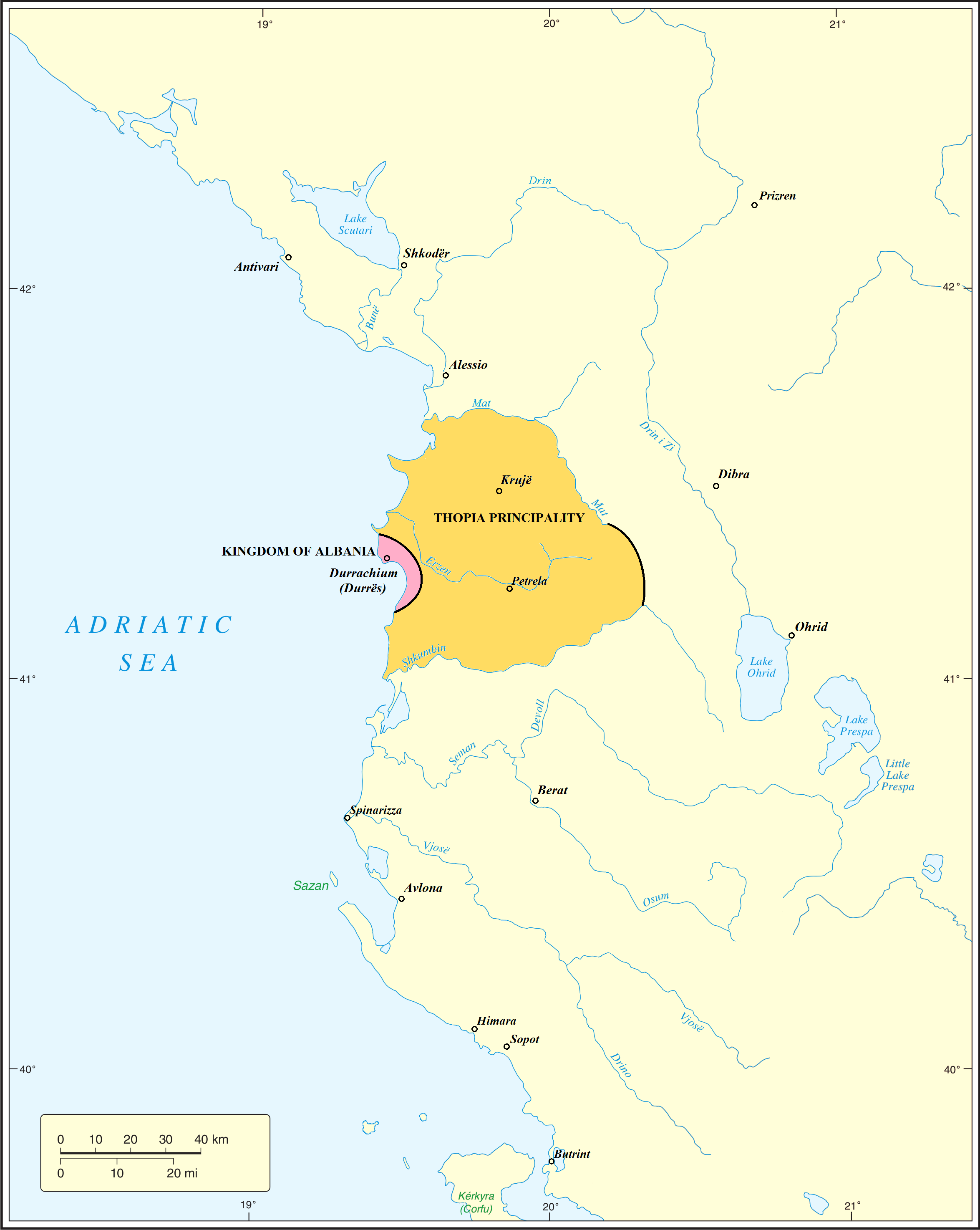
Principato d'Albania prima della conquista di Durazzo da parte di Carlo Thopia.

Sotto Carlo Thopia la famiglia raggiunse il suo apice. Dopo la morte dell'imperatore Stefan Dušan (1355), Carlo riuscì a catturare gran parte dell'Albania centrale che fino ad allora faceva parte dell'Impero serbo. Nel 1362 le sue forze attaccarono la città di Durazzo, allora in mano agli Angioini. Sebbene non potesse catturare la città, li costrinse a pagare un tributo annuale alla sua famiglia. Nel 1368 Carlo riuscì a conquistare la città di Durazzo. Intorno al 1370 Carlo attaccò i domini della famiglia Muzaka e riuscì a conquistare il territorio tra Shkumbin e Seman. Al momento il territorio di Thopia si estendeva dal fiume Mat a Seman, e raggiunse la sua massima estensione. Questo atteggiamento aggressivo portò a una situazione più problematica e a molti nemici. Nel 1376 Ludovico d'Evreux, duca di Durazzo che dalla seconda moglie aveva ottenuto i diritti sul Regno d'Albania, attaccò e conquistò Durazzo. Tuttavia, nel 1383, Carlo Thopia riprese il controllo della città.
La famiglia Muzaka si alleò con Balša II contro Thopia. All'inizio del 1385, la città di Durazzo fu conquistata da Balša II con un attacco a sorpresa. Carlo chiese l'aiuto ottomano e le forze di Balša furono sconfitte nella battaglia dei Campi Sauriani. Thopia riconquistò la città di Durazzo lo stesso anno e la mantenne fino alla sua morte nel 1388. In seguito, la città fu ereditata dal figlio, Giorgio, signore di Durazzo. Nel 1392 Giorgio cedette la città di Durazzo e i suoi domini a Venezia.

## Dopo Carlo

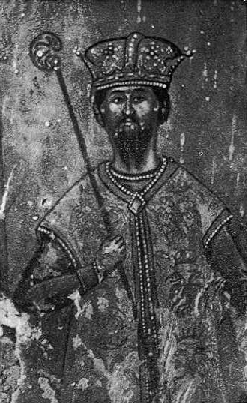
Carlo Thopia, monastero di Ardenica

Dopo la morte di Carlo, il suo dominio fu diviso tra la figlia Elena Thopia e il figlio Giorgio Thopia. Quest'ultimo mantenne la città di Durazzo e i suoi dintorni che in seguito cedette alla Repubblica di Venezia, mentre Elena Thopia mantenne la città di Kruja e i suoi dintorni. Si sposò con il nobile veneziano Marco Barbarigo. Il conte Niketa Thopia, cugino di Giorgio, governava nella regione a sud di Durazzo. Nel 1403, Niketa Thopia riuscì a catturare la città di Kruja dalla cugina Elena, guadagnando così un'altra parte del territorio precedentemente detenuto da Thopia. Aveva buoni rapporti con Venezia che era interessata ad avere una zona cuscinetto tra loro e l'avanzata dell'esercito ottomano. Tuttavia, nel 1411, Niketa Thopia subì una pesante sconfitta da parte delle forze di Teodoro III Muzaka. Egli stesso cadde prigioniero e con l'intervento della Repubblica di Ragusa fu rilasciato, ma solo dopo aver ceduto alcuni territori intorno al fiume Shkumbini alla famiglia Muzaka. Alla sua morte nel 1415, il castello di Krujë cadde in mano agli Ottomani.

## Rappresentanti successivi
Rappresentanti ben noti successivi includono Tanush Thopia, un celebre comandante dell'esercito di Scanderbeg e comandante della guarnigione di Kruja durante il secondo assedio di Kruja.
Secondo Essad Pasha, dalla famiglia Thopia sarebbe stata originata la famiglia Toptani, della nobiltà terriera albanese ottomana.